# 艾敬
艾敬（1969年9月10日—），汉族人，中国流行歌手、画家和艺术家。1992年底以一首自编自弹自唱的《我的1997》走红。

## 生平
生於中国瀋陽市，至今共出版5张唱片，被称为“中国最具才华的民谣女诗人”，2005年从纽约回到北京，正式发行唱片《是不是梦》，主打歌曲《水牛66》、《纽约纽约》，2006年復出發片 2006年再次发出新专辑——《艾在旅途》。2007年发行精选唱片《我的1997和2007》。

## 专辑
- 1992年 - 《我的一九九七》
- 1995年 - 《艳粉街的故事》
- 1996年 - 《追月》
- 1999年 - 《Made in China》
- 2003年 - 《是不是梦》
- 2006年 - 《艾在旅途》（精选辑）
- 2007年 - 《我的1997和2007》（精选辑）

## 電影
- 1991年 - 《五個女子與一根繩子》- 荷香
- 2001年 - 《等候董建華發落》- 张誉玲

## 电视剧
- 2005年 - 《马大帅2》- 王玉芬

## 外部連結
- 艾敬的新浪微博